# NGC 6454
NGC 6454 este o galaxie situată în constelația Dragonul. A fost descoperită în 19 aprilie 1885 de către Lewis A. Swift.